# Franz Taeschner
Franz Gustav Taeschner (* 8. September 1888 in Reichenhall; † 11. November 1967 in Kipfenberg) war ein deutscher Orientalist und Islamwissenschaftler.

## Leben
Franz Taeschner war der Sohn des Apothekenbesitzers Emil Taeschner. Bedingt durch den Umzug des Apothekengeschäftes seines Vaters zog die Familie nach Kipfenberg ins Altmühltal. Hier wuchs er auf und besuchte auch die Schule. Nach seinem Schulabschluss studierte er Orientalistik und beschäftigte sich in diesem Zusammenhang intensiv mit orientalischen Sprachen und Kulturen. Das Studium an der Universität Kiel schloss er 1912 mit der Promotion ab. Im gleichen Jahr heiratete er Annemarie Wieland. Taeschner nahm am Ersten Weltkrieg teil und geriet in Kriegsgefangenschaft. 1922 habilitierte er sich an der Universität Münster. Danach war er dort als Privatdozent tätig und wurde 1935 als Nachfolger von Anton Baumstark zum ordentlichen Professor und Direktor des Orientalischen Seminars berufen.
Seit dem 1. Mai 1933 war Taeschner Mitglied der NSDAP. Des Weiteren war er Mitglied im Nationalsozialistischen Deutschen Dozentenbund und Kulturwart der Ortsgruppe Münster. 1934 veröffentlichte er die Propagandaschrift Der Totalitätsanspruch des Nationalsozialismus und der deutsche Katholizismus, in dem er die Vereinbarkeit von Nationalsozialismus und Katholizismus zu beweisen versuchte. So heißt es dort: „Die nationalsozialistische Gemeinschaftslehre ist in ihren wesentlichen Zügen identisch mit der christlichen Gemeinschaftslehre.“
Wesentlich bodenständiger fiel dann 1935 seine regionale Publikation zur „Geschichte der Burg Kipfenberg“ aus, die 1935 in Eichstätt erschien. In seiner Geschichte der arabischen Welt (1944) konstruierte er aus der Geschichte des Frühislams eine Unmöglichkeit des Zusammenlebens mit Juden sowie eine Höherwertigkeit der semitischen arabischen Rasse gegenüber der semitischen jüdischen Rasse.
Während des Zweiten Weltkrieges war Taeschner ab Februar 1941 kurzzeitig im Auswärtigen Amt angestellt. Er
gehörte hier der Personal- und Verwaltungsabteilung, Referat Z (Chiffrer- und Nachrichtenwesen) an. Diese Beschäftigung wurde nur bis zum 15. November 1941 verlängert. Danach kehrte er wieder an die Universität Münster zurück.
Nach Kriegsende bemühte sich Taeschner um die Fortführung der Lehre in Münster, wofür er anfangs seine Privatwohnung nutzte. In der Lehre widmete Taeschner sich den arabischen, persischen und türkischen Sprachen, in der Forschung befasste er sich vor allem mit der türkischen Sprache, Literatur und Kulturgeschichte bis hin zur Geografie Kleinasiens im Mittelalter. Dazu gehörten auch die persisch-türkischen Miniaturmalerei und die osmanischen Geschichtsschreibung. Weiterhin war Gegenstand die Entwicklung der Bruderschaften und Zünfte in den islamischen Ländern. An der Universität Münster hatte er den Spitznamen „Sakallı Dede“ – Bärtiger Großvater. 1956 wurde er emeritiert.
Nach schwerer Krankheit verstarb Franz Taeschner am 11. November 1967, zu seinen Wurzeln zurückgekehrt, in Kipfenberg. Der Nachlass befindet sich in der Bibliothek der Deutschen Morgenländischen Gesellschaft in Halle (Saale).

## Veröffentlichungen (Auswahl)
- Glossar zu den transkribierten Texten in Georg Jacobs Hilfsbuch für Vorlesungen über das Osmanisch-Türkische. Mayer & Müller Verlag, Berlin 1911.
- Die Psychologie Qazwinis. Tübingen 1912.
- mit Georg Jacob: Hilfsbuch für Vorlesungen über das Osmanisch-Türkische. (4 Bände), Mayer & Müller Verlag, Berlin 1916/1917.
- Das anatolische Wegenetz nach osmanischen Quellen. (= Türkische Bibliothek, Band 23), Mayer & Müller Verlag, Leipzig 1926.
- mit Rudolf M. Riefsthal: Aus der Moschee Qasim Pascha's in Boz Üjük. In: Der Islam 20, 1932, S. 182–195.
- Der Totalitätsanspruch des Nationalsozialismus und der deutsche Katholizismus. Aschendorff Verlag, Münster 1934.
- Geschichte der Burg Kipfenberg. Brönner & Daentler, Eichstätt 1935; 2. verbesserte Auflage 1966.
- Orientalische Stimmen zum Erlösungsgedanken (= Morgenland, Heft 28). Hinrichs Verlag, Leipzig 1936.
- Geschichte der arabischen Welt. (= Arabische Welt, Band 3), Kurt Vowinckel Verlag, Heidelberg/Berlin/Magdeburg 1944.
- Der Islam im Banne des Nationalismus der Zwischenweltkriegszeit. Harrassowitz Verlag, Leipzig 1944.
- Der anatolische Dichter Nāṣirī (um 1500) und sein Futuvvetnāme (= Abhandlungen für die Kunde des Morgenlandes, Band 29, 1), Deutsche Morgenländische Gesellschaft und Brockhaus-Verlag, Leipzig 1944.
- mit Gotthard Jäschke: Aus der Geschichte des islamischen Orients (=Philosophie und Geschichte, Band 69), Mohr Verlag, Tübingen 1949.
- Ǧihānnümā. Die altosmanische Chronik des Mevlānā Mehemmed Neschrī. Im Auftrage der Deutschen Akademie der Wissenschaft zu Berlin nach Vorarbeiten von Theodor Menzel herausgegeben von Franz Taeschner. Harrassowitz Verlag, Leipzig 1951.
- mit Theodor Menzel: Neşrî: Ğihānnümā. Einleitung und Text des Cod. Menzel. Harrassowitz Verlag, Leipzig 1951.
- Herausgeber: Gülschehrī: Mesnevi auf Achi Evran, den Heiligen von Kırschehir und Patron der türkischen Zünfte. (= Abhandlungen für die Kunde des Morgenlandes, Band 31,3), Steiner Verlag, Wiesbaden 1955.
- mit Theodor Menzel: Text des Cod. Manisa 1373. Harrassowitz Verlag, Leipzig 1955.
- Zünfte und Bruderschaften im Islam. Texte zur Geschichte der Futuwwa (= Die Bibliothek des Morgenlandes). Artemis Verlag, Zürich und München 1979.